# Колумбийское песо
Колумбийское песо — валюта государства Колумбия.
Колумбийское песо равно 100 сентаво. В обращении находятся банкноты номиналом 1000, 2000, 5000, 10 000, 20 000, 50 000 и 100 000 песо.

## Монеты
| Изображение | Номинал   | Материал                                                                         | Диаметр (мм) | Толщина (мм) | Масса (г) | Аверс | Реверс |
| ----------- | --------- | -------------------------------------------------------------------------------- | ------------ | ------------ | --------- | ----- | ------ |
|             | 50 песо   | медь, никель, цинк                                                               | 17           | 1,3          | 2,0       |       |        |
|             | 100 песо  | алюминиевая бронза 92 % медь 6 % алюминий 2 % никель                             | 20,3         | 1,55         | 3,34      |       |        |
|             | 200 песо  | 65 % медь 20 % цинк 15 % никель                                                  | 22,4         | 1,7          | 4,61      |       |        |
|             | 500 песо  | Ободок: 65 % медь 20 % цинк 15 % никель Центр: 92 % медь 6 % алюминий 2 % никель | 23,7         | 2            | 7,14      |       |        |
|             | 1000 песо | Ободок: 92 % медь 6 % алюминий 2 % никель Центр: 65 % медь 20 % цинк 15 % никель | 26,7         | 2,7          | 9,95      |       |        |

| Изображение | Номинал  | Материал                                                                         | Диаметр (мм) | Толщина (мм) | Масса (г) | Аверс | Реверс |
| ----------- | -------- | -------------------------------------------------------------------------------- | ------------ | ------------ | --------- | ----- | ------ |
|             | 50 песо  | 65 % медь, 20 % цинк, 15 % никель                                                | 21           | 1,3          | 4,5       |       |        |
|             | 100 песо | алюминиевая бронза 92 % медь 6 % алюминий 2 % никель                             | 23           | 1,55         | 5,31      |       |        |
|             | 200 песо | 65 % медь 20 % цинк 15 % никель                                                  | 24,4         | 1,7          | 7,08      |       |        |
|             | 500 песо | Ободок: 65 % медь 20 % цинк 15 % никель Центр: 92 % медь 6 % алюминий 2 % никель | 23,5         | 2            | 7,14      |       |        |

## Банкноты
| Банкноты в обращении                            | Банкноты в обращении | Банкноты в обращении | Банкноты в обращении | Банкноты в обращении | Банкноты в обращении                  | Банкноты в обращении                  | Банкноты в обращении                           | Банкноты в обращении |
| Изображение                                     | Изображение          | Номинал (песо)       | Размеры (мм)         | Основные цвета       | Описание                              | Описание                              | Описание                                       | Годы печати          |
| Лицевая сторона                                 | Оборотная сторона    | Номинал (песо)       | Размеры (мм)         | Основные цвета       | Лицевая сторона                       | Оборотная сторона                     | Водяной знак                                   | Годы печати          |
| ----------------------------------------------- | -------------------- | -------------------- | -------------------- | -------------------- | ------------------------------------- | ------------------------------------- | ---------------------------------------------- | -------------------- |
|                                                 |                      | 2000                 | 128×66               | голубой              | портрет Деборы Аранго                 | Каньо-Кристалес                       | портрет Деборы Аранго, номинал                 | 2015 2019 2020 2021  |
|                                                 |                      | 5000                 | 133×66               | оранжевый            | портрет Хосе Сильвы                   | Андский Парамо                        | портрет Хосе Сильвы, номинал                   | 2015 2018            |
|                                                 |                      | 10 000               | 138×66               | красный              | портрет Вирджинии Гутьеррес де Пинеда | Колумбийская Амазония                 | портрет Вирджинии Гутьеррес де Пинеда, номинал | 2015 2017 2018 2019  |
|                                                 |                      | 20 000               | 143×66               | коричневый оранжевый | портрет Альфонсо Лопеса Микельсена    | Регион «Ла Мохана» и шляпа «вуэлтиао» | портрет Альфонсо Лопеса Микельсена, номинал    | 2015 2018 2019       |
|                                                 |                      | 50 000               | 148×66               | пурпурный индиго     | портрет Габриэля Гарсиа Маркеса       | Сьюдад-Пердида в Сьерра Невада        | портрет Габриэля Гарсиа Маркеса, номинал       | 2015 2018 2019 2020  |
|                                                 |                      | 100 000              | 153×66               | голубой зелёный      | портрет Карлоса Льераса Рестрепо      | Долина Кокора и пальма киндио         | портрет Карлоса Льераса Рестрепо, номинал      | 2014 2019            |
| Масштаб изображений — 1,0 пикселя на миллиметр. |                      |                      |                      |                      |                                       |                                       |                                                |                      |

### Банкноты образца 1995—2014 годов
В обороте находятся банкноты номиналом 1000, 2000, 5000, 10 000, 20 000 и 50 000 песо различных годов выпуска.
Все купюры старых годов выпуска продолжают оставаться законным платёжным средством и изымаются из оборота по мере износа.
| Банкноты образца 1995—2014 годов                | Банкноты образца 1995—2014 годов | Банкноты образца 1995—2014 годов | Банкноты образца 1995—2014 годов | Банкноты образца 1995—2014 годов | Банкноты образца 1995—2014 годов                                                     | Банкноты образца 1995—2014 годов   | Банкноты образца 1995—2014 годов      | Банкноты образца 1995—2014 годов |
| Изображение                                     | Изображение                      | Номинал (песо)                   | Размеры (мм)                     | Основные цвета                   | Описание                                                                             | Описание                           | Описание                              | Годы печати                      |
| Лицевая сторона                                 | Оборотная сторона                | Номинал (песо)                   | Размеры (мм)                     | Основные цвета                   | Лицевая сторона                                                                      | Оборотная сторона                  | Водяной знак                          | Годы печати                      |
| ----------------------------------------------- | -------------------------------- | -------------------------------- | -------------------------------- | -------------------------------- | ------------------------------------------------------------------------------------ | ---------------------------------- | ------------------------------------- | -------------------------------- |
|                                                 |                                  | 1000                             | 130×65                           | коричневый оранжевый             | портрет политического и государственного деятеля Хорхе Гайтана (1903—1948)           | Хорхе Гайтан, приветствующий народ | портрет Хорхе Гайтана                 | 2001—2011 2014—2015              |
|                                                 |                                  | 2000                             | 130×65                           | зелёный коричневый               | портрет военного и политического деятеля Франсиско де Паула Сантандера (1792—1840)   | монетный двор                      | портрет Франсиско де Паула Сантандера | 1996—2014                        |
|                                                 |                                  | 5000                             | 140×70                           | голубой зелёный                  | портрет поэта Хосе Сильвы (1865—1896)                                                | женщина на аллее парка             | портрет Хосе Сильвы                   | 1995—1999 2001—2013              |
|                                                 |                                  | 10 000                           | 140×70                           | коричневый розовый               | портрет участницы борьбы за независимость Колумбии Поликарпы Салавариеты (1796—1817) | центральная площадь Гуадуаса       | портрет Поликарпы Салавариеты         | 1995—1999 2001—2004 2006—2013    |
|                                                 |                                  | 20 000                           | 140×70                           | зелёный голубой                  | портрет астронома Хулио Гаравито Армеро (1865—1920)                                  | Земля и геометрические фигуры      | портрет Хулио Гаравито Армеро         | 1996 1998—2010 2012              |
|                                                 |                                  | 50 000                           | 70×140                           | оранжевый жёлтый                 | портрет политика и писателя Хорхе Исаакса (1837—1895)                                | асьенда «Эль Параисо»              | портрет Хорхе Исаакса                 | 2000—2003 2005—2014              |
| Масштаб изображений — 1,0 пикселя на миллиметр. |                                  |                                  |                                  |                                  |                                                                                      |                                    |                                       |                                  |

## Режим валютного курса
В настоящее время в Колумбии используется режим плавающего валютного курса. Критерием эффективности курсовой политики (курсовой якорь) выступают показатели инфляции.